# クラインマン-ロウ星雲
クラインマン-ロウ星雲（英: Kleinmann-Low Nebula、別名：オリオンKL星雲）は、天の川銀河の中にある活動的な星形成領域で、分子雲の中の星団である。この名前は、1967年にこの星雲を発見したダグラス・クラインマン (Douglas Erwin Kleinmann) とフランク・ロウ (Flank James Low) にちなんでつけられた。1972年から1973年にかけて、スチュワード天文台とカタリナ天文台（当時）の望遠鏡での観測からこの領域の大規模なマップが作成された。

## 特徴
クラインマン-ロウ星雲は、オリオン大星雲 (M42) の中心付近に位置しており、オリオン大星雲の中でも最も活発な星形成領域である。HCOOCH3、CH3OCH3、重水素化メタノールなどの分子が豊富で、生まれたての恒星や惑星系が豊富に存在する。周囲を分厚い星間ダストに囲まれているため、可視光は通ることができず、主に赤外線で観測される。オリオン大星雲の中の大きく若い星から高温の恒星風が吹き出し、周囲のガスに手の指のように入り込んで加熱することで、文字通り爆発しているような様相を呈している。およそ500年前に、2つの生まれたばかりの巨大な星が接近あるいは衝突したことによって、周囲の星やガスを吹き飛ばしたと考えられている。吹き飛ばされたガスは、秒速150kmを超える速度で広がっている。
クラインマン-ロウ星雲の光度は太陽の約10万倍とされており、OMC-1 (Orion Molecule Complex-1) の中で最も明るい星雲である。クラインマン-ロウ星雲を取り巻くダストの温度は約70ケルビン (K) と見積もられている。クラインマン-ロウ星雲の温度は600 K以下とかなり冷たく見積もられているが、20マイクロメートル以下の波長で見ると強い赤外線を発しており、非常に活発に活動していることがわかる。星雲の内部では、ベックリン-ノイゲバウアー天体が最も明るく見える。